# 25087 Kaztaniguchi
25087 Kaztaniguchi è un asteroide della fascia principale. Scoperto nel 1998, presenta un'orbita caratterizzata da un semiasse maggiore pari a 2,6509781 UA e da un'eccentricità di 0,0610768, inclinata di 7,04952° rispetto all'eclittica.